# Генрі Джонс
Генрі Джонс Старший (англ. Henry Jones Senior) — професор, вчений, дослідник середньовічної літератури та культури, батько Індіани Джонса, насправді інспірований біографіями реально існуючих декількох вчених. Образ дивакуватого професора створив для кіноматографу Джордж Лукас персонаж, що фігурує у художньому фільмі «Індіана Джонс і останній хрестовий похід», де його зіграв Шон Коннері, а також кількох коміксах та книгах, присвячених пригодам прославленого археолога та авантюриста Індіани Джонса. Головним прообразом для нього став англійський дослідник та мандрівник XIX століття сір Річард Френсіс Бертон: одночасно авантюрист і "людина дії", воїн (воював зокрема і на території України в Криму у 1855 р. у Кримській війні) та вчений. Він організовував та здійснював експедиції, зокрема переодягнувшись арабом, відвідав таємно Мекку у 1851-53 рр., досліджував витоки Нілу, Аравію та Ефіопію. Як строгий академічний науковець Вікторіанської епохи і знаючи 40 мов, здійснив зокрема і переклад відомих арабських оповідок для дорослих Тисячі й однієї ночі.

## Біографія
Народився Генрі Джонс Старший 12 грудня 1872 року у Шотландії, та є батьком Генрі Уолтона Джонса Молодшого, більше відомого як «Індіана Джонс».
Навчався в британському університеті Оксфорд, де у 1893 р. захистив дисертацію з історії середньовічної літератури.
З 1900 р. викладав середньовічну літературу в університеті Принстона, Нью-Джерсі. З травня 1908 р. разом із сином та дружиною Анною Мері Джонс подорожує навколо світу, читаючи в найкращих університетах свої лекції та збираючи матеріали до своєї книги про лицарів у середньовічній літературі (про це розповідається у серіалі «Хроніки молодого Індіани Джонса»).
У серпні 1910 р. повертається з навколосвітньої подорожі із сім'єю назад. В травні 1912 р. дружина Джонса Старшого помирає на скарлатину, залишаючи професора вдівцем: він переїжджає разом із сином в Моаб, штат Юта, де одержимо починає досліджувати питання Святого Ґраалю, ретельно занотовуючи висліди своїх досліджень до «щоденника Граалю» — нотатника в шкіряних палітурках, а також викладає у місцевому університеті. Його син Інді навчається у школі.
У вересні 1914 р. професор Джонс їде на пошуки Святого Граалю до Греції, його супроводжує Інді.
У жовтні 1914 р. Джонс Старший разом із сином повертаються назад до Принстона, Нью-Джерсі. У березні 1916 р. Індіана викрадений революціонерами Панчо Вільї і професор Джонс залишається сам більше аніж на два роки.
У вересні 1919 р. назад до батьківського дому повертається з І Світової війни Індіана Джонс: батько та син не можуть знайти спільної мови. Пофесор Джонс радить сину поступати до Принстона, проте той їде до Чиказького університету вчитися на археолога, чим серйозно розчаровує свого батька. Дороги батька та сина на довгі роки розходяться.
У першій половині 1938 р. Генрі Джонс Старший бере участь разом з австрійською мистецтвознавцем Ельзою Шнайдер у пошуках священного Граалю у Венеції, де професор проводить пошуки в одній зі старих бібліотек. Проте Е. Шнайдер працювала на нацистів: старого професора Джонса викрадають, та ув'язнюють у замку Брунвальд в Австрії. Індіана визволяє батька з ув'язнення. Далі батько та син їдуть за щоденником до Берліна, та забравши його у Ельзи Шнайдер, успішно тікають з нацистської столиці. Потім разом із Маркусом Броді та Салахом Файзелем ель-Кахіром вони знаходять Священний Грааль в ущелині Півмісяця у королівстві Хатай
Багаторічні пошуки Святого Ґраалю Джонсом Старшим завершились його віднайденням та одночасно втратою, а також духовним прозрінням дивакуватого професора: він збагнув, що найбільші цінності завжди навколо самих людей, у його ж випадку це був син Індіана та батьківські стосунки із ним.
Помер професор Генрі Джонс Старший у 1951 р. в Принстоні.